# NGC 2787
NGC 2787 là một thiên hà hình hạt đậu có vạch cách khoảng 24 triệu năm ánh sáng trong chòm sao Đại Hùng. Năm 1999, Kính thiên văn vũ trụ Hubble đã xem xét NGC 2787.

## Phát xạ LINER
NGC 2787 chứa vùng phát xạ hạt nhân ion hóa thấp (LINER), một loại vùng được đặc trưng bởi phát xạ vạch phổ từ các nguyên tử ion hóa yếu. Các LINER rất phổ biến trong các thiên hà dạng thấu kính, khoảng một phần năm các thiên hà dạng thấu kính gần đó có chứa các LINER.